# El Papa Bueno
El Papa Bueno es una miniserie de televisión de dos partes sobre la vida del papa Juan XXIII, nacido como Angelo Roncalli.

## Descripción
La miniserie se divide en dos partes:
- 1ª parte: desde su infancia hasta su elección como papa.
- 2ª parte: su pontificado, hasta su muerte en 1963.[1]

Se rodó en los estudios italianos de Cinecittá, y el papel de Juan XXIII fue interpretado por el actor británico Bob Hoskins.
Se estrenó, el 28 y 29 de enero de 2003, en Italia, a través de Canale 5.
En España la serie fue estrenada por Telecinco, si bien se ha redifundido en numerosas ocasiones por otras cadenas, entre ellas 13tv.